# Aleja glagoljaša
Aleja glagoljaša, spomenički je kompleks spomen-obilježja glagoljaštvu i glagoljašima. Nalazi se u Hrvatskoj, u Istri, uz cestu između Roča i Huma.

## O Aleji glagoljaša
Napomena: Tekst u nastavku uglavnom sadrži skup citata iz knjige Josipa Bratulića, Aleja glagoljaša: stoljeća hrvatske glagoljice, Zagreb : Znamen, 2019. [kratica: Bratulić (2019.)]. Citati su omeđeni navodnicima, a na kraju svakoga je oznaka izvora s brojem stranice u tiskanoj knjizi. Tekst bez navodnika je urednički.
"Aleja glagoljaša osebujan je spomenički kompleks od jedanaest spomen-obilježja uz cestu između Roča i Huma. Spomen je na veličanstveno djelo Ćirila i Metoda, njihovih učenika te posveta kulturnim djelatnicima i prosvjetiteljima, hrvatskim popovima glagoljašima koji su gradili našu uljudbu sela i grada. Označava razvojni put i povijesnu ukorijenjenost glagoljice među Hrvatima, posebice u Istri. Aleja je smještena uz cestu što [u duljini od sedam kilometara] vodi od Roča do Huma."

### Nastanak Aleje glagoljaša
"Roč i Hum, snažna su središta žive glagoljaške djelatnosti što joj se iskon nazire u dalekoj prošlosti, prema dostupnim podacima još u počecima slavenske pismenosti, one, dakle, pismenosti što su je utemeljili Konstantin - Ćiril i Metod, slavenski prosvjetitelji, sveci Katoličke Crkve i Pravoslavne Crkve.
Pojavu glagoljice u Istri, njeno ukorijenjivanje u Roču i Humu u gorovitoj Istri, možemo smjestiti u 11. odnosno 12. stoljeće. Glagoljašku tradiciju, njenu povijest u Hrvatskoj i u Istri možemo pratiti prema spomenicima od tog vremena do danas. U Roču je postojala glagoljaška škola, o čemu imamo nesumnjivih dokaza u spomenicima što su tamo nastali ili su neko vrijeme tamo bili."
Nastala je kao projekt Čakavskog sabora.
Aleju je osmislio Josip Bratulić, kiparski je izveo Želimir Janeš, a naziv joj je dao Zvane Črnja ↓1. Pokazuje put slavenskog i potom hrvatskog glagoljaštva, svjedoči o središtima hrvatske srednjovjekovne glagoljske književnosti na području Istre, upućuje na slavenske korijene te pismenosti i njezin kontinuitet od 11. stoljeća do današnjih dana. Također uprizoruje način očuvanja nacionalne samosvojnosti vlastitom duhovnošću, kojom je ujedno uspostavljena veza s ostalim slavenskim i europskim narodima.
"Povijest njenog nastanka splet je povoljnih okolnosti, sretnih trenutaka i skupa sjajnih ljudi, suvremenih glagoljaša, koji su iskoristili okolnosti i trenutak te pod znakom Čakavskog sabora stvorili spomenički kompleks što je svojom monumentalnošću i ljudskošću, sraslošću s prirodom i uronjenošću u stoljeća glagoljaške duhovnosti, trajni spomen i znamen na tisućljetnu visoku kulturu u ovom naoko zabačenom istarskom krajoliku. Stoga nam vrijedi krenuti od početka i pratiti kako je riječ spomenikom postala." Autor Aleje glagoljaša i istoimene knjige (3. izdanje, 2019.), akademik Josip Bratulić, sjeća se kako je sve počelo:
"Jedne nedjelje 1976. godine, nakon svečanosti Dana Huma, poveo sam Želimira zavojitim putem od Huma prema Roču. Zaustavljali bismo se na pojedinim mjestima, izvikivali smo što bi tu moglo biti postavljeno i osmišljeno kao da tu stoji već više od tisuću godina. U prostoru našeg izvidničkog puta gledali smo u mašti sve što će niknuti u zbilji. Vidjeli smo mjesto, oblik, sadržaj i simboliku svakog obilježja. Od prvotne ideje, dakle od tih prazamisli, do ostvarenih, izvedenih obilježja, ništa nije trebalo mijenjati. Trebalo ih je samo stvoriti i postaviti. Po dovršetku uklopili su se u prostor kao da su oduvijek tu, kao da nisu umjetnikovom voljom i mišlju stvoreni, nego da su od prirode, kraja ili povijesti postavljeni, kao da su izrasli sami od sebe.
Sutradan smo ranim vlakom otputovali iz Roča za Zagreb. Želimir je toga dana na Akademiji likovnih umjetnosti u Zagrebu, u Ilici, izradio prve crteže po sjećanju (nije se moglo ni snimati jer je padala noć, a i dan je bio kišovit) i oni svjedoče više nego riječi. Što je tada nacrtao, provedeno je u cijelosti".

### Spomen-obilježja u Aleji glagoljaša
- 1. Stup Čakavskog sabora
- 2. Kameni stol Ćirila i Metoda
- 3. Katedra Klimenta Ohridskoga
- 4. Glagoljski lapidarij
- 5. Klanac hrvatskog Lucidara
- 6. Vidikovac Grgura Ninskog
- 7. Uspon istarskog razvoda
- 8. Zid hrvatskih protestanata i heretika
- 9. Odmorište Žakan Juri
- 11. Humska vrata

Aleju čini 11 spomen-obilježja, od kojih je deset kamenih, a samo su Vrata Huma bakrena.

#### 1. Stup Čakavskog sabora
"Godine 1977. otkriveno je prvo obilježje Aleje glagoljaša: Stup Čakavskog sabora. Na početku djelovanja Čakavski sabor je za svoj zaštitni znak izabrao glagoljsko slovo S. Slično je lijepo oblikovanoj gljivi s naših polja. Idejno rješenje za zaštitni znak dao je slikar i kipar Josip Diminić. U staroslavenskoj azbuci slovo s naziva se “Slovo”. Riječ slovo označava više pojmova, poimence: um, razum, razlog, riječ, logos, Riječ (drugu Božansku osobu) itd."

#### 2. Stol Ćirila i Metodija
"Stol Ćirila i Metodija ↓2 postavljen je podno sela Forčići i svečano otkriven 1978. godine kao spomen na solunsku Svetu Braću, misionare Konstantina Ćirila i Metoda, Ćirilov izum glagoljice i glagoljicu kao samosvojno slavensko i potom hrvatsko pismo.
Zaista je to stol. Negdje se zove i trpeza (prema grčkom trapeza, prvotno četveronožni stol), latinski mensa. Golem je to kameni blok, elipsa bijelog istarskog kamena. Stoji na tri stupa, na tri kamene noge (prema uzrečici: “Sve trojno je savršeno” = Omne trinum perfectum). Na obodu stola je zapisan naziv obilježja latinicom, starom ćirilicom i uglatom glagoljicom." Josip Bratulić o stolu piše:
"Zašto je naziv ovoga obilježja Stol Ćirila i Metodija? Zašto baš stol? Stol je mjesto u domu što okuplja članove obitelji na blagovanje, razgovor i dogovor. Na stol se iznose darovi rada i zalaganja, zemlje i spretnih ruku, plodovi srca i uma, dobiti i sreće, zajedništva i ljubavi. Stol je kod slavenskih naroda značio mjesto okupljanja, jednako kao i ognjište. Za stol su svi dolazili. Za stolom se okupljala cijela porodica.
Konstantin - Ćiril je izmislio glagoljicu, uredio je slavensko bogoslužje, liturgiju, preveo temeljne tekstove potrebne za kulturnu i crkvenu organizaciju Slavena kao stol oko koga će se okupljati svi slavenski narodi i s njega blagovati duhovnu hranu. Stol najbolje prispodobljuje ljepotu i dobrotu Ćirilovog poslanja jer označava zajedništvo, hranu, bratstvo, a svojom okrugloćom i jednakopravnost ljudi koji se okupljaju oko stola jer za okruglim stolom svi imaju jednako važno mjesto."

#### 3. Sijelo Klimenta Ohridskog
"Sijelo Klimenta Ohridskog, otkriveno je 1978., iste godine kada i Stol Ćirila i Metodija. Nalazi se na stazi što skreće s glavne ceste prema selu Kras. Smješteno je ispod hrasta punog imelinih gnijezda (od bijele imele na Humšćini prave poznatu rakiju - “bisku”, po recepturi svećenika i travara Josipa Vidaua). Na Krasu od starine postoji crkva sv. Klimenta, onog Klimanta, pape Klementa I. čije su moći Konstantin - Ćiril i Metod nosili u Rim, i po kome si je Kliment Ohridski odabrao ime."

#### 4. Glagoljski lapidarij
"Glagoljski lapidarij je postavljen 1985. godine, kronološki kao posljednje, jedanaesto oblježje Aleje glagoljaša iako je četvrto u nizu. Sadrži jedanaest replika starih glagoljskih spomenika. Već u počecima Aleje glagoljaša bio je predviđen prostor za lapidarij uz crkvicu Gospe od Snijega u selu Brnobići. Do crkve je mjesna lokva, iza crkve je terasa gdje se nedjeljom i blagdanom održavaju plesovi. [...]  
Postavljanje Glagoljskog lapidarija povjereno je Branku Fučiću, istraživaču glagoljaške tradicije, čovjeku koji je otkrio, pročitao i opisao najveći broj glagoljskih kamenih natpisa i glagoljskih grafita. Njegova golema knjiga Glagoljski natpisi objavljena je među Djelima Jugoslavenske akademije znanosti i umjetnosti 1982. godine. U knjizi je opisao više od 500 natpisa i grafita, a neke je pronašao i opisao nakon objave knjige. 
U zid sličan istarskom suhozidu, što se u blagoj zaobljenoj crti obavija oko trga (agora, forum) pod granatom lipom na mjestu gdje su se oduvijek sastajali mještani, Branko Fučić i njegov brat Drago Fučić uzidali su replike u umjetnom kamenu najstarijih i najvažnijih glagoljskih ulomaka, odlomaka i cjelovitih natpisa". Tu su: Plominski ulomak, Kninski ulomak, Valunska ploča, Krčki natpis, Plastovski ulomak, Baščanska ploča, Kamenica za blagoslovljenu vodu iz Mošćenica, Grdoselski ulomak, Kustodija iz Vrha, Senjska ploča i Supetarski ulomak.

#### 5. Klanac hrvatskog Lucidara
"Hrvatskom Lucidaru posvećen je Klanac hrvatskog Lucidara postavljen uz put prema selu Grabri, svečano otkriven 1983. godine. Uz podanak brdašca postavljen je kameni zid što se iz širokog podnožja uzdiže do velikog kamena oblikovanog kao bijeli oblak. Takvi se oblaci vide na Učki i naviještaju kakv će biti dan: hoće li kišiti ili će biti lijepo vrijeme? Po sredini kamenog oblaka uklesane su riječi iz Lucidara:  
ZOVET SE ISTRIJA. OLINFOS JE UČKA. IDE POD OBLAKI.
Lucidar je priručnik srednjovjekovnog znanja iz teologije, astronomije, medicine i zemljopisa (geografije). To je srednjovjekovna enciklopedija, knjiga općeg znanja, nastala u europskoj srednjovjekovnoj književnosti. Još od 12. stoljeća Europom su kružili teološki priručnici na latinskom jeziku različitih naziva: Elucidarium, Elucidarius ili Lucidarius. [...] 
Hrvatski Lucidar je sastavljan u tada uobičajenom obliku razgovora (dijaloga): u 96 pitanja i odgovora, učenik pita, a učitelj odgovara na pitanja iz kršćanskih osnova, medicine, zemljopisa, kozmografije, astronomije, meteorologije, prirodnih znanosti i sl. Naš tekst tu knjigu zove još Mudrost velika. 
Nepoznati prevoditelj jamačno je bio Istranin. Kako inače objasniti bilješku što se ne nalazi ni u češkom niti u njemačkom tekstu? U hrvatskom Lucidaru čitamo zanosnu pjesmu o Istri i Učki što ju je glagoljaš upisao u šturu enciklopedijsku prozu:
Vaspet je jedna vlast
jaže zovet se Istrija.
I v tej zemlji je jedna gora
jaže zovet se latinski Olinfos
ježe je Učka.
I te gori visokost
ide daže pod oblaki."

#### 6. Vidikovac Grgura Ninskog
"Vidikovac Grgura Ninskog, spomen-obilježje nakon Klanca hrvatskog Lucidara, postavljen je 1979. godine. Nadomak sela Brnobići, ispod sela Grabri, na zaravanku s koga se vidi Humska dolina podignut je veliki kameni blok u obliku zatvorene knjige kako “gleda” u nebo i na prolaznike. S njegove jugozapadne strane, u suncu, uklesana su tri pisma što su se ravnopravno rabila u našoj povijesti i kulturi: dvije azbuke - glagoljica i ćirilica te jedna abeceda - latinica. Pisma su poredana tako da se slova lako i jednostavno prepoznaju."
"Zbog svog povišenog zemljopisnog položaja obilježje je nazvano “vidikovac”, a zbog pogleda u povijest naših pisama posvećeno je Grguru Ninskom. Zato su na njemu izdubljena slova tri pisma što na vitkom kamenom bloku dijele isti životni prostor spajajući u cjelinu hrvatske kulturne obzore od ranog srednjeg vijeka do 15. i 16. stoljeća."

#### 7. Uspon Istarskog razvoda
"Dana 27. srpnja 1980. g. svečano je otkriveno spomen-obilježje Uspon Istarskog razvoda posvećeno Istarskom razvodu, glagoljskom rukopisu iznimne pravne i povijesne vrijednosti. Do njega dolazimo nakon Vidikovca Grgura Ninskog. Postavljeno je na prostoru gdje se cesta iz Roča za Hum uspinje prema Humu. Na prostoru opasanom lûkom ceste postavljeni su kameni kipovi što stiliziranim glagoljskim slovima ispisuju tekst:
ISTARSKI RAZVOD
penjući se stazom od podnožja livade prema gornjoj cesti. Samo obilježje čini neku vrst nekropole s osebujnim stećcima. Na podnožju se nalaze kamena vrata postavljena u obliku glagoljskog slova L), na čijem dovratniku stoji glagoljicom ispisano: 
RAZVOD ISTRIJANSKI
kako ga je pod tim nazivom u latiničkoj transkripciji objavio 1852. godine dr. Ante Starčević (1823. – 1896.) u časopisu Arkiv za povjestnicu jugoslavensku što ga je uređivao Ivan Kukuljević Sakcinski. Na lijevoj strani slova zabilježene su ustanove i istarske općine što su svojim prilozima pomogle postaviti ovaj spomenik srednjovjekovnoj istarskoj seoskoj samoupravi: Buje, Buzet, Labin, Pazin, Poreč, Pula i Rovinj. S druge je strane znak Čakavskog sabora, glagoljsko slovo S. Do vrha livade kamenovi-slova se penju i njihov se hod smiruje na zaravni gdje je postavljen županski stol. Seoski kòmuni su imali sastajalište pred crkvom, pod ladonjom (Celtis australis) za kamenim stolom kakav je i dandanas u Tinjanu, i tu su rješavali važne poslove za seosku zajednicu. Na našem županskom stolu ucrtana je popularna dječja igra “mlin”, u Istri poznata kao “trija” ili “trilja”. Nek’ se djeca igraju!
Četrnaest kipova što ispisuju naziv ISTARSKI RAZVOD podsjeća na predmete kakve srećemo po istarskim raskrižjima: to su likovi krušnih peći, dimnjaka, seoskih crkava, feudalnih mjera “starića”. Ti osebujni oblici godinama su zaokupljali pozornost kipara Želimira Janeša, i on ih je prenio u kamene blokove pridajući im novu simboliku."
Istarski razvod je skup isprava iz XIII. i XIV. stoljeća o razgraničenju posjeda feudalnih gospodara Istre: akvilejskog patrijarhata, Pazinske knežije i Mlečana. Isprave su bile pisane latinskim, njemačkim i hrvatskim jezikom, a sačuvan je prijepis na hrvatskom jeziku kojeg je sastavio pop glagoljaš Mikula Gologorički.

#### 8. Zid hrvatskih protestanata i heretika
"Neposredno iznad Uspona Istarskog razvoda, na stazi što služi kao prečac s donje na gornju cestu, postavljeno je 1982. godine spomen-obilježje Zid hrvatskih protestanata i heretika.
Zašto baš zid? Zato što se pred zidom, kao pred vratima vječnosti, izriču posljednje istine - istine važnije od života. Svi su heretici, tj. oni koji se ne mire s ustaljenim pogledima na život i svijet, bili pred zidom izbora gdje je trebalo donijeti odluku trajniju, jaču i sudbonosniju od volje za životom. Pred zidom smrti nema laži.
To je obilježje doista zid. Zidao ga je domaći majstor, u suhozidu, kao mnoge stare istarske zidove, što brane posjed od štetočina. Nije to zagrađen posjed, nego zaštićeno dobro. Sličan zid nalazi se u Glagoljskom lapidariju kao njegova noseća osnova.
Posred zida je kameni blok od bijela kamena, a u njegovoj sredini, kao u negativu, uklesano je stilizirano glagoljsko slovo S. Na stranicama udubina, tj. na gornjim bokovima slova, uklesana su imena značajnijih protestanata i heretika, među kojima su:
poimence i redom [nap. ur. samo neki od njih] kako su uklesana u gornje udubljenje s desne strane:
Anton Dalmatin (početak 16. st. - 1579.)
Mark-Anton Dominis (Markantun de Dominis) (1560. – 1624.)
Matija Vlačić Ilirik (1520. – 1575.)
Stipan Konzul Istrijan (Stjepan Konzul Istranin) (1521. - oko 1579.)
Baldo Lupetina (1502. – 1556 ili 1562.),
Petar Pavao Vergerije [mlađi] (1498. – 1565.)
Juraj Križanić (1617. do 1619. – 1683.).
Imena su poredana tako da ih sunce kao na sunčanom satu otkriva i pokriva dok putuje nebosklonom.
U zidu su na pločama preuzetima s nekadašnjeg opločnika trga u Motovunu ispisani citati iz protestantskih knjiga, iz njihovih pisama i predgovora - istrgnuti iz cjeline djela jednako kao što je od djelovanja hrvatskih protestanata u našoj povijesti i kulturi ostao samo trup (torzo). Citati su upisani, upravo uklesani, različitim vrstama latiničnog pisma: versalom, kursivom, renesansnim pismom, frakturom. Sva su se ta pisma nekoć upotrebljavala, a na ovom povijesnom zidu ostao je njihov trag."

#### 9. Odmorište žakna Jurja
"Spomen obilježje Odmorište žakna Jurja postavljeno je 1981. kao prva javna priredba u Hrvatskoj povodom 500. obljetnice tiskanja hrvatskoglagoljskog Misala po zakonu rimskoga dvora iz 1483. godine - hrvatski Prvotisak. Ovo obilježje nalazi se uz cestu s koje se odvaja put za zapadnu Humšćinu, a neposredno je iznad Zida hrvatskih protestanata i heretika. Sastoji se od osam kamenih članova. U sredini je visoki kameni stup sličan zatvorenoj knjizi na čijoj je korici poput naslova uklesan zapis žakna Jurja iz Roča:
VITA VITA
ŠTAMPA NAŠA
GORI GRE
1482
[glagoljsko slovo S]
Žaknu Jurju, vjesniku prve hrvatske tiskane knjige, Čakavski sabor je već ranije u Roču nad Velikim vratima postavio spomen-ploču, a potom poprsje ostavljeno ispred župne crkve sv. Bartola, rad kipara Alojza Čargonje iz Buzeta. Podizanje Odmorišta pomogla je novčanim prilogom skupština općine Izola u Sloveniji.
Niži kameni blokovi, ukupno njih sedam, simboliziraju i oblikom podsjećaju na glagoljska tiskarska slova za ručno slaganje, kako je i složena naša prva tiskana knjiga te ispisuju dvije riječi: ŽAKN JuRI.
Među autorima pothvata izrade hrvatskog Prvotiska morao je biti žakan Juri iz Roča. Zato smo ovo obilježje podigli na spomen njemu, vjesniku hrvatskog Prvijenca i novog kulturnog doba kod Hrvata - vijeka tiskane knjige. Želimir Janeš o obilježju govori:
'Na ovom spomeničkom obilježju, Odmorištu žakna Jurja, samim oblikom tog obilježja htio sam vizualno označiti kako je riječ o tiskanoj knjizi. Te sam oblike, u karakteru materijala, olovnih slova, obradio i koncipirao tako da se to lako može uočiti. Poredana slova ispisuju ime žakna Jurja. Među slovima se nalazi knjiga što upozorava na važnost izuma tiska. Slova, tu prisutna, govore o tisku i tiskarstvu. Ta slova mogu služiti kao stolci za sjedenje'.
Zašto je nazvano 'Odmorište'? Ono je za umorne ljude, izletnike koji se penju od Uspona Istarskog razvoda, uza Zid hrvatskih protestanata i heretika do Odmorišta žakna Jurja. To je znatan uspon i tko ga prođe zaslužio je sjesti i odmoriti se. I žakan Juri, noseći velik i težak Misal kneza Novaka [iz 1368.] što je poslužio kao sadržajni predložak Prvotiska, morao je putem češće zastati i odmoriti se."

#### 10. Spomenik otporu i slobodi
"U studenom 1979. godine otkriven je Spomenik otporu i slobodi. Već je ranije na kraju Aleje, prije ulaska u Hum, bio predviđen Obelisk bratstvu i jednakosti. Stajao bi nasuprot starom hrastu, ali ga je upravo te godine oborio ljetni grom pa od stogodišnjaka nije ostalo ništa, a naša zamisao je time izgubila izvornu cjelovitost. S druge strane, mjesna zajednica je željela postaviti spomenik partizanskim borcima i žrtvama rata Humšćine. Predložili su neka ga mi izradimo i dali nam odriješene ruke što se tiče koncepcije spomenika. Tako je umjesto apstraktnog simbola Obeliska nastao Spomenik otporu i slobodi i posve se uklopio u projekt Aleje glagoljaša.
Spomenik je postavljen nadomak Humu, na maloj čistini nakon uspona prema gradu, na početku zaravni što vodi ravno prema Vratima Huma. To su tri kamena bloka, goleme kocke povezane zajedničkom kičmom. Svaka je kocka malo vodoravno pomaknuta u odnosu na os kičme i čini posebnu cjelinu. Te kocke obilježavaju velike epohe razvoja naše civilizacije: stari vijek (antiku), srednji vijek i novi vijek. Težnja slobodi i otpor nasilju konstanta je svakog čistog ljudskog čina, ali i društva, naroda, šire i uže zajednice, pa i kulturnog prostora."

#### 11. Vrata Huma
"Nakon deset klesanih kamenih spomenika, Aleja nas vodi pred posljednje - kovano i lijevano metalno spomen-obilježje. Godine 1981., na dan otkrivanja Odmorišta žakna Jurja, svečano su zvonjavom crkvenih zvona i uz poseban obred prvi put otvorena Vrata Huma. Dvokrilna su to teška vrata, sastavljena od velikih bakrenih ploča. Imaju goleme krilate rukohvate (bukranij) vitih i čvrstih rogova istarskog vola boškarina. Na svakom krilu nalazi se po jedna alka (kucalo), a na njoj zapis. Lijevo kucalo nosi stari glagoljski natpis na staroslavenskom jeziku, a ispod alke latinična transliteracija kaže:
I VRATA NE ZATVORET SE
V DNE
NI NOĆI NĚST TU
I NE VNIDI SKVR’NAN
V’ GRAD’ SI
Prevedeno na suvremeni hrvatski jezik to znači: “Vrata se ne zatvaraju danju, nema noći u ovom gradu. I nek’ ne uđe tko je okaljan.”
Na desnom kucalu je latinicom upisana pozivna pjesma u Hum, Ročanina i pjesnika Vladimira Pernića:
Tom malom
gradiću
u pohode dođi
na kamenu tvrdu
toplina vri
Transkripcija glagoljicom urezana je u vrata ispod alke. Ovdje se sastaju dva vida jednog jezika, dva pisma istog glasa: trenutak i trajanje."
"Humska vrata nose još jedno osebujno obilježje. Kalendarij je niz od dvanaest medaljona što slijede oblik vratnica u obliku luka. Na svakom vratnom krilu je po šest medaljona i svaki prikazuje radove u polju i u kući, onako kako su sačuvani u starim glagoljskim brevijarima i misalima. Prizori iz seoskog i seljačkog života dobili su na medaljonima Želimira Janeša dvije dimenzije: povijesnu i suvremenu. U kružni svijet pojedinog medaljona umjetnik naglašava vezanost uz glagoljaški crtež, ali istodobno suvremenom tankoćutnošću slobodno rješava osobit likovni zadatak."